# Slivniško Pohorje
Slivniško Pohorje este o localitate din comuna Hoče - Slivnica, Slovenia, cu o populație de 162 de locuitori.